# 普爾瓦馬縣

普爾瓦馬縣是印度的一個縣，位於該國北部，由查谟和克什米尔負責管轄，面積1,398平方公里，識字率為65%，2011年人口570,060，人口密度每平方公里408人。

## 外部連結
- Official site
- List of places in Pulwama （页面存档备份，存于）

33°52′25″N 74°53′56″E / 33.873538°N 74.899019°E